# Agnolo di Domenico di Donnino
Agnolo di Domenico di Donnino detto il Mazziere (Firenze, 1446 – 1513) è stato un pittore italiano.

## Biografia
Fu amico di Cosimo Rosselli e fu in contatto con Michelangelo, che nel 1508 lo chiamò a Roma con altri fiorentini per essere istruito sulla tecnica dell'affresco.
Eseguì lavori a Firenze per l'Ospedale Bonifacio, una Madonna e santi per il Palazzo del Podestà e affreschi raffiguranti la Passione per il Palazzo Spinelli, andati perduti.